# Kıvanç Tatlıtuğ
Kıvanç Tatlıtuğ (Adana, Turska - 27. listopada 1983.), turski glumac i model albanskog i bošnjačkog podrijetla.

## Životopis
Kivanc je osvojio natjecanje 'Model World' 2001. godine, te tako ušao u profesionalni svijet manekenstva i glume. Hrvatskoj publici ovaj turski Brad Pitt poznat je po ulogama u serijama Gumuš,  Bijeg, Strasti Orijenta, Nebo i zemlja  .

## Filmografija

### Televizijske uloge
| Godina        | Naslov           | Uloga                           |
| ------------- | ---------------- | ------------------------------- |
| 2005.         | Gumuš            | Mehmet Şadoğlu                  |
| 2006.         | Beyaz show       | Kıvanç Tatlıtuğ                 |
| 2006.         | Acemi Cadı       | Kıvanç Tatlıtuğ                 |
| 2007. – 2008. | Bijeg            | Halil Tuğlu                     |
| 2008. – 2010. | Strasti Orijenta | Behlül Haznedar                 |
| 2010.         | Ezel             | Ramiz Karaeski / Sekiz (Osmica) |
| 2011. – 2013. | Nebo i zemlja    | Kuzey Tekinoğlu                 |

2016 - Hrabar i lepa - Cesur Alemdaroglu

### Filmske uloge
| Godina | Naslov                      | Uloga                |
| ------ | --------------------------- | -------------------- |
| 2007.  | Amerikalilar Karadeniz'de 2 | Muzaffer             |
| 2010.  | Oyuncak Hikayesi 3          | Ken (glas)           |
| 2013.  | Kelebeğin Rüyası            | Muzaffer Tayyip Uslu |